# Lubbock megye
Lubbock megye az Amerikai Egyesült Államokban, azon belül Texas államban található. Megyeszékhelye és legnagyobb városa Lubbock. Lakosainak száma 310 639 fő (2020. április 1.).

## Fekvése
Lubbock megye Lamb, Lynn, Hockley, Terry, Hale, Floyd, Crosby és Garza megyékkel határos.

## Népesség
A megye népességének változása:
| Lakosok száma | 280 228 | 283 361 | 285 998 | 289 324 | 299 453 | 310 639 |
|               | 2010    | 2011    | 2012    | 2013    | 2015    | 2020    |